# Gene Golub
Gene Howard Golub (Chicago, 29 de fevereiro de 1932 — Stanford (Califórnia), 16 de novembro de 2007) foi um matemático estadunidense.
Professor catedrático da cadeira "Fletcher Jones" de Ciência da Computação (e, por cortesia, de Engenharia Eletrônica) da Universidade Stanford.
Estudou na Universidade de Illinois em Urbana-Champaign, obtendo o B.S. (1953), M.A. (1954) e Ph.D. (1959), todos em matemática. Seu grau de M.A. foi em estatística matemática. Em sua tese de doutorado, "The Use of Chebyshev Matrix Polynomials in the Iterative Solution of Linear Equations Compared to the Method of Successive Overrelaxation", foi seu orientador Abraham Haskel Taub. Trabalhou em Stanford desde 1962, onde tornou-se professor em 1970. Orientou aprox. 30 estudantes de doutorado.
Gene Golub foi um matemático fundamental na análise numérica e na criação da NA-Net e NA-Digest, bem como o International Congress on Industrial and Applied Mathematics.

## Publicações selecionadas

### Artigos
- Golub, Gene H. (1962). «Bounds for eigenvalues of tridiagonal symmetric matrices computed by the LR method». Mathematics of Computation. 16 (80): 438. doi:10.1090/S0025-5718-1962-0163430-6
- Golub, Gene H. (1965). «Numerical methods for solving linear least squares problems». Numerische Mathematik. 7 (3): 206–216. doi:10.1007/BF01436075. hdl:10338.dmlcz/102951
- Golub, Gene H.; Welsch, John H. (1969). «Calculation of Gauss quadrature rules». Mathematics of Computation. 23 (106): 221. doi:10.1090/S0025-5718-69-99647-1
- Golub, G. H.; Reinsch, C. (1971). «Singular Value Decomposition and Least Squares Solutions». Linear Algebra. [S.l.: s.n.] pp. 134–151. ISBN 978-3-662-38854-9. doi:10.1007/978-3-662-39778-7_10
- Golub, Gene H. (1973). «Some Modified Matrix Eigenvalue Problems». SIAM Review. 15 (2): 318–334. doi:10.1137/1015032
- Golub, G. H.; Pereyra, V. (1973). «The Differentiation of Pseudo-Inverses and Nonlinear Least Squares Problems Whose Variables Separate». SIAM Journal on Numerical Analysis. 10 (2): 413–432. Bibcode:1973SJNA...10..413G. doi:10.1137/0710036
- Björck, Åke; Golub, Gene H. (1973). «Numerical methods for computing angles between linear subspaces». Mathematics of Computation. 27 (123): 579. doi:10.1090/S0025-5718-1973-0348991-3
- Gill, P. E.; Golub, G. H.; Murray, W.; Saunders, M. A. (1974). «Methods for modifying matrix factorizations». Mathematics of Computation. 28 (126): 505. doi:10.1090/S0025-5718-1974-0343558-6
- Fischer, D.; Golub, G.; Hald, O.; Leiva, C.; Widlund, O. (1974). «On Fourier-Toeplitz methods for separable elliptic problems». Mathematics of Computation. 28 (126): 349. doi:10.1090/S0025-5718-1974-0415995-2
- Golub, Gene H.; Heath, Michael; Wahba, Grace (1979). «Generalized Cross-Validation as a Method for Choosing a Good Ridge Parameter». Technometrics. 21 (2): 215–223. doi:10.1080/00401706.1979.10489751
- Golub, Gene H.; Van Loan, Charles F. (1980). «An Analysis of the Total Least Squares Problem». SIAM Journal on Numerical Analysis. 17 (6): 883–893. Bibcode:1980SJNA...17..883G. doi:10.1137/0717073. hdl:1813/6251
- Boley, Daniel; Golub, Gene H. (1984). «A modified method for reconstructing periodic Jacobi matrices». Mathematics of Computation. 42 (165): 143. doi:10.1090/S0025-5718-1984-0725989-1
- Elman, Howard C.; Golub, Gene H. (1990). «Iterative methods for cyclically reduced nonselfadjoint linear systems». Mathematics of Computation. 54 (190): 671. Bibcode:1990MaCom..54..671E. doi:10.1090/S0025-5718-1990-1011442-X
- Fischer, Bernd; Golub, Gene H. (1991). «On generating polynomials which are orthogonal over several intervals». Mathematics of Computation. 56 (194): 711. Bibcode:1991MaCom..56..711F. doi:10.1090/S0025-5718-1991-1068818-5
- Elman, Howard C.; Golub, Gene H. (1991). «Iterative methods for cyclically reduced nonselfadjoint linear systems. II». Mathematics of Computation. 56 (193): 215. Bibcode:1991MaCom..56..215E. doi:10.1090/S0025-5718-1991-1052093-1
- Golub, Gene H.; Meurant, Gérard (1994). «Matrices, Moments and Quadrature». In: David F. Griffiths, G. Alistair Watson (eds.): Numerical analysis 1993. Proceedings of the 15th Dundee Conference, June–July 1993. Col: Pitman Research Notes in Mathematics Series. vol. 303. Harlow: Longman Scientific & Technical. pp. 105–156. ISBN 0-582-22568-X
- Chan, Tony F.; Golub, Gene H.; Mulet, Pep (1999). «A Nonlinear Primal-Dual Method for Total Variation-Based Image Restoration». SIAM Journal on Scientific Computing. 20 (6): 1964–1977. doi:10.1137/S1064827596299767
- Calvetti, D.; Golub, G. H.; Gragg, W. B.; Reichel, L. (2000). «Computation of Gauss-Kronrod quadrature rules». Mathematics of Computation. 69 (231): 1035–1053. Bibcode:2000MaCom..69.1035C. doi:10.1090/S0025-5718-00-01174-1
- Kamvar, Sepandar D.; Haveliwala, Taher H.; Manning, Christopher D.; Golub, Gene H. (2003). «Extrapolation methods for accelerating Page Rank computations». Proceedings of the twelfth international conference on World Wide Web - WWW '03. [S.l.: s.n.] p. 261. ISBN 1581136803. doi:10.1145/775152.775190
- Bai, Zhong-Zhi; Golub, Gene H.; Ng, Michael K. (2003). «Hermitian and Skew-Hermitian Splitting Methods for Non-Hermitian Positive Definite Linear Systems». SIAM Journal on Matrix Analysis and Applications. 24 (3): 603–626. doi:10.1137/S0895479801395458
- Alter, O.; Golub, G. H. (2004). «Integrative analysis of genome-scale data by using pseudoinverse projection predicts novel correlation between DNA replication and RNA transcription». Proceedings of the National Academy of Sciences. 101 (47): 16577–16582. Bibcode:2004PNAS..10116577A. PMC 534520. PMID 15545604. doi:10.1073/pnas.0406767101
- Alter, O.; Golub, G. H. (2005). «Reconstructing the pathways of a cellular system from genome-scale signals by using matrix and tensor computations». Proceedings of the National Academy of Sciences. 102 (49): 17559–17564. Bibcode:2005PNAS..10217559A. PMC 1308929. PMID 16314560. doi:10.1073/pnas.0509033102
- Benzi, Michele; Golub, Gene H.; Liesen, Jörg (2005). «Numerical solution of saddle point problems». Acta Numerica. 14: 1–137. Bibcode:2005AcNum..14....1B. doi:10.1017/S0962492904000212
- Alter, O.; Golub, G. H. (2006). «Singular value decomposition of genome-scale mRNA lengths distribution reveals asymmetry in RNA gel electrophoresis band broadening». Proceedings of the National Academy of Sciences. 103 (32): 11828–11833. Bibcode:2006PNAS..10311828A. PMC 1524674. PMID 16877539. doi:10.1073/pnas.0604756103
- Omberg, L.; Golub, G. H.; Alter, O. (2007). «A tensor higher-order singular value decomposition for integrative analysis of DNA microarray data from different studies». Proceedings of the National Academy of Sciences. 104 (47): 18371–18376. Bibcode:2007PNAS..10418371O. PMC 2147680. PMID 18003902. doi:10.1073/pnas.0709146104
- Bai, Zhong-Zhi; Golub, Gene H.; Li, Chi-Kwong (2007). «Convergence properties of preconditioned Hermitian and skew-Hermitian splitting methods for non-Hermitian positive semidefinite matrices». Mathematics of Computation. 76 (257): 287–299. Bibcode:2007MaCom..76..287B. doi:10.1090/S0025-5718-06-01892-8

### Livros
- com Charles Van Loan: Matrix Computations (= Johns Hopkins Series in the Mathematical Sciences. 3). Johns Hopkins University Press, Baltimore MD 1983, ISBN 0-8018-3010-9; 2o. Edição 1989; 3o. Edição 1996; 4th edition 2013[3]
- Studies in Numerical Analysis. Mathematical Association of America, 1985, 426 páginas.
- com James M. Ortega: Scientific Computing and Differential Equations. An Introduction to Numerical Methods. Academic Press, Boston MA etc. 1992, ISBN 0-12-289255-0.[4]
- com James M. Ortega: Scientific Computing: An Introduction with Parallel Computing. Academic Press, 1993; 2014 pbk reprint
- com Moody T. Chu: Inverse Eigenvalue problems. Theory, algorithms, and applications. Oxford University Press, Oxford etc. 2005, ISBN 0-19-856664-6.
- Milestones in Matrix Computation: The Selected Works of Gene H. Golub with Commentaries. Oxford University Press, 2007.[5]
- com Gérard Meurant: Matrices, Moments and Quadrature with Applications. Princeton University Press, 2009,